# Chirokitia
Chirokitia  (Χοιροκοιτία) är en arkeologisk plats på ön Cypern som daterar sig till Neolitikum. Platsen har varit ett världsarv sedan 1998 och är känd som en av de viktigaste och bäst bevarade förhistoriska platserna i östra Medelhavet. Stora delar av dess betydelse ligger i bevis för ett organiserat samhälle i form av en kollektiv bosättning med omgivande befästningar till skydd för gemenskapen.
Den neolitiska förkeramiska perioden representeras av denna bosättning och omkring 20 andra liknande bosättningar spridda över Cypern.

## Historia
Platsen upptäcktes 1934 av Porphyrios Dikaios, direktör på Cyperns Fornlämningsdepartement som genomförde sex utgrävningar här mellan 1934 och 1946. Hans första fynd publicerades i Journal of Hellenic studies in 1934. Ytterligare utgrävningar hölls i början av 1970-talet men avbröts av Turkiets invasion av Cypern. En fransk grupp under ledning av Alain Le Brun återupptog utgrävningen 1977. Platsen var bebodd från 6000 till 3000 f.Kr.

## Arkeologi
Bosättningen Khirokitia ligger på sluttningen av en höjd i Maronis dalgång mot öns sydkust omkring 6 km från havet.
Det är en stängd by, avskiljd från den yttre världen, förutom via floden, genom en stark 2,5 meter tjock stenmur. Denna är 3 meter hög på sin högst bevarade nivå. Troligen kunde man komma in i byn genom flera ingångar genom muren.
Byggnaderna inom muren består av runda strukturer kringströdda tätt ihop. De lägre delarna av dessa byggnader är ofta av sten och uppnår väldiga proportioner genom ytterligare lager av stenarr. Deras externa diameter varierar mellan 2,3 och 9,2 meter medan den inre diametern endast är mellan 1,4 och 4,8 meter. Ett kollapsat plant tak, som hittats nyligen, på en byggnad indikerar att inte alla tak var kupolformade som man från början trott.
Den interna uppdelningen av varje hydda var efter vad den var tänkt att användas till. Låga murar, plattformsarbete, vilo- eller förvaringsområden. De hade centralrum som troligen användes för matlagning och uppvärmning, bänkar och fönster och i många fall finns bevis på pelare för att hålla uppe en övre våning. Man tror att hyddorna var som flera rum grupperade runt en öppen yta som tillsammans bildade ett hem.
Befolkningen i byn tros inte ha överstigit 300 till 600 invånare. De som levde här var relativt korta, männen omkring 1,61 m och kvinnorna 1,51 m. Barnadödligheten var väldigt hög och sannolika livslängden omkring 22 år. Genomsnittliga män nådde 35 år och kvinnor 33. De döda begravdes i hopkrupna positioner alldeles under husens golv. I några fall gjordes möjligheter för offrande så troligen fanns en form av förfäderskult inom hushållen.
Denna, den äldst kända kulturen i Cypern, består av en välorganiserad, utvecklad gemenskap i huvudsak sysselsatt med jordbruk, jakt och vallning. Jordbruket bestod i huvudsak av spannmålsodling. De plockade även frukt från träden som växte vilt i omgivningen såsom pistaschnötter, fikon, oliver och plommon. De fyra vanligaste djuren som hittats kvarlevor av är hjort, får, getter och svin.
Byn Khirokitia övergavs plötsligt av okänd anledning omkring 5000-talet f.Kr. och det verkar som att ön förblev obebodd i omkring 1 500 år till nästa dokumenterade entitet, Sotira.